# La Joue du Loup
 (septembre 2018).
La Joue du Loup est une station de sports d’hiver française située dans le massif du Dévoluy, sur la commune nouvelle de Dévoluy, dans le département des Hautes-Alpes de la région Provence-Alpes-Côte d’Azur. Créée en 1976, elle fait maintenant partie du domaine skiable du Dévoluy avec SuperDévoluy.

## Présentation
Créée en 1976 par Pierre Ratinaud, la mairie d'Agnières-en-Dévoluy, et les SARL SECLYCA et SECLYM, sur une surface s’étendant sur le territoire des anciennes communes d'Agnières-en-Dévoluy et, à l’est, sur celle de Saint-Étienne-en-Dévoluy (intégrée depuis 2013 dans la commune nouvelle du Dévoluy), La Joue du Loup est une station de type village, avec de petits immeubles majoritairement recouverts de bois, avec un cœur de station organisé autour de commerces, et une centaine de chalets individuels. Elle est voisine de la station de SuperDévoluy.

## Activités proposées

### En hiver
La station de la Joue du Loup fait partie du domaine skiable du Dévoluy situé à des altitudes comprises entre 1 460 m et 2 500 m, et comprenant 100 km de pistes.
Elle possède également un domaine de ski de fond comprenant 35 km de pistes et 35 km de sentiers.
Depuis décembre 2006, la station dispose également d'un terrain multisports.

### En été
Durant la période estivale, la station permet l’accès à des pistes de VTT et de randonnée pédestre, permettant notamment l’accès au pic de Bure, point culminant du massif.
D’autres activités sportives sont possibles sur la station, comme des parcours forestiers, une piscine, un minigolf et le terrain multisports.